# Yaya Suárez Corvo
Zeneida María de los Angeles Suárez Corvo de Novazio más conocida como "Yaya" Suárez Corvo (Islas Canarias, España; 1910 - Buenos Aires, Argentina; 10 de octubre de 1981) fue una pionera escritora de comedias radioteatrales, poetisa y una actriz de cine, teatro y radio española nacionalizada argentina, popular en los años 1940.

## Carrera
Hija de los españoles Suárez Corvo y Ángela Domínguez, Yaya Suárez Corvo fue una escritora exclusivamente dedicada al radioteatro, es autora de numerosas comedias de esta clase, transmitidas desde emisoras nacionales  y de otros países del continente.
Suárez Corvo solía competir con la escritora María del Carmen Martínez Payva, ambas exitosas seguidoras de los dramas que en los años treinta urdían Francisco Staffa, Luis Pozzo Ardizzi o Rafael García Ibáñez. Entre otros grandes libretistas de aquel entonces estaban Silvia Guerrico, Eifel Celesia, Roberto Valenti, Alma Bressan, Abel Santa Cruz, Nené Cascallar y el jovencito Alberto Migré.
En 1947 tuvo su única incursión en el cine con la película Corazón, bajo la dirección de Carlos Borcosque y protagonizada por Narciso Ibáñez Menta y Juan Carlos Barbieri.
Trabajó en Radio Belgrano en el popular programa Estampas porteñas, junto a un importante elenco como Enrique Roldán, Pedro Fiorito, Eduardo París, Alfredo Arrocha, Julia Giusti, Olga Montes, Albo Argentino Uriarte, Mary Lewis, Lucha Sosa, Blanca del Prado y Marta Peña. Junto con José Di Clemente realizó cinco giras en el elenco musical de la Compañía Estampas Porteñas, dirigida por Arsenio Mármol.
Con los radioteatros Rapsodia de amor en 1940, El caballero de las dos rosas en 1941, El halcón blanco en 1942, Stella Maris  y La virgen de piedra en 1951, Yaya Suárez Corvo conoció las dimensiones de un éxito espectacular. En 1943 hizo Su señorita hija con Julia Giusti y Blanca del Prado.
Paralelamente a sus trabajos como actriz se le sumó la de autora de algunas obras que fueron llevadas al teatro como fue Te adoro Carmen, estrenada en Teatro Variedades en 1931 por la Compañía Ángel Fassi.
En 1931 escribió su libro  de versos anónimos titulado Anfora Azul.
En 1951 presentan en el Odeón con su Compañía radioteatral El chaleco encantado de Lucía Benedetti. En 1952 escribió el radioteatro  Mi divino dolor por Radio Belgrano, actuada por  José María Gutiérrez. Fernando Labat y Blanca del Prado.
Formó una compañía teatral con Lalo Suárez que se distinguían por hacer traer los vestuarios alquilados de la Capital Federal. Fue una de las compañías más reconocidas en aquellos años junto con la de Osvaldo Carmona, Nino Persello, la de Nelly Rizzo y Raúl Chanel y la de Herminia Velich y la de Cosme Amenta.
Fue una musa inspiradora y gran amiga del poeta Raúl Galán. Estuvo casada por varias décadas hasta la muerte de éste con el galán y director radioteatral Lalo Suárez

## Filmografía
- 1947: Corazón.

## Radioteatros
- Pecado
- Rapsodia de amor
- El caballero de las dos rosas
- El halcón blanco
- Stella Maris
- La virgen de piedra
- El chaleco encantado
- Mi divino dolor
- Recuerdos de Amor, con Irma Córdoba.
- Una estrella en el Mar con Olga Casares Pearson. Escrita junto a Luis Pozzo Ardizzi.
- El príncipe de los ojos verdes (1940, LR3 Radio Belgrano)

## Libros
- Ronda al sol
- Anfora Azul